# Marketing operativo
Il marketing operativo è la parte finale dell'intero processo di marketing, a monte del quale ci sono le fasi di marketing analitico e marketing strategico. La componente operativa (o tattica) del marketing ha il compito di realizzare concretamente le strategie definite nelle fasi precedenti.
Le caratteristiche del marketing operativo sono:
- orientamento all'azione
- opportunità esistenti
- ambiente stabile
- comportamento reattivo
- orizzonte a breve termine
- responsabilità della funzione di marketing.

## Il marketing mix
La combinazione di strumenti operativi che un'impresa decide di utilizzare per il raggiungimento dei suoi obiettivi strategici è detta marketing mix.

Secondo un modello molto utilizzato, le componenti del marketing mix possono essere suddivise in quattro grandi categorie, dette le "quattro P":
- le caratteristiche del prodotto o servizio progettato per soddisfare le esigenze di un determinato gruppo (segmento) di consumatori
- le politiche di prezzo adottate; il prezzo rappresenta il corrispettivo in denaro che il consumatore è disposto a pagare per fruire di un determinato bene o servizio.
- la distribuzione commerciale (placement), ovvero i canali attraverso cui l'impresa porta il prodotto ai diversi target di consumatori.
- le attività di comunicazione (promozione) attraverso cui l'azienda cerca di far conoscere e apprezzare la propria offerta.